# Digital Radio Mondiale
Digital Radio Mondiale (DRM) is de digitale standaard voor radio op de lagere frequentiebanden.
Met deze standaard kan op de midden-, lange en korte golf uitgezonden worden met een kwaliteit die deze van FM benadert.
De analoge uitzendingen op deze banden hebben het nadeel dat hogere tonen wegvallen, doordat de geluidsbandbreedte van kanalen voor deze uitzendingen in Europa maar 4,5 kHz is (10 kHz in Amerika). Door de aard van het versturen van het signaal komen tonen hoger dan 4,5/5 kHz niet meer bij de radio aan. Ook is de amplitudemodulatie die op deze banden gebruikt wordt gevoelig voor storingen, waardoor er naast het signaal ook ruis en gekraak te horen is.
Door de efficiënte compressie van digitale signalen is het mogelijk een sterke kwaliteitsverbetering te realiseren. Dit verhoogt de aantrekkelijkheid van de lagere frequentiebanden. Deze banden hebben bovendien het voordeel dat het signaal een grotere reikwijdte heeft, waarbij uitzendingen over honderden tot duizenden kilometers mogelijk zijn.
Om de decodering van deze gecompresseerde signalen te doen, is een speciaal DRM toestel nodig.  De eerste toestellen voor ontvangst van DRM werden in oktober 2006 al op de Europese markt verwacht maar anno 2019 nog steeds niet van de grond gekomen.

## Zenders in Europa (selectie)
- Deutschlandradio Sinds 2014 niet meer in gebruik.
- BBC World Service, Sinds 2012 niet meer in gebruik.
- RTL, middengolf 1440 kHz (208 m) Sinds 2010 niet meer in gebruik.
- Radio Vaticana, middengolf 1611 kHz (186 m) en korte golf
- Radio Nederland Wereldomroep, Sinds 2012 niet meer in gebruik.
- Deutsche Welle Sinds 2011 niet meer in gebruik.